# NGC 7142
NGC 7142 ist ein offener Sternhaufen im Sternbild Kepheus und hat eine Winkelausdehnung von 12' und eine scheinbare Helligkeit von 9,3 mag. Mit einem geschätzten Alter von rund 4,5 Milliarden Jahren gehört er zu den ältesten bekannten offenen Sternhaufen. NGC 7142 wurde am 18. Oktober 1794 von William Herschel entdeckt.